# VfB Oldenburg
Verein für Bewegungsspiele e.V. Oldenburg é uma agremiação alemã, fundada em 1897, sediada em Oldenburg, na Baixa Saxônia. Na temporada 2011-2012 a equipe participa da Oberliga Niedersachsenliga, o quinto nível do futebol da Alemanha.
A sociedade possui cinco departamentos esportivos: cricket, luta, tênis de mesa, vôlei e futebol. As cores são o azul e branco e a agremiação conta com quinhentos sócios.

## História
Fundado por um grupo de meninos do ensino médio como FC 1897 Oldenburg, a 17 de outubro de 1897, o qual se fundiu com o FV Germania 1903 Oldenburg, em 1919, adotando seu denominação atual. Os seus interesses foram cricket, futebol e pista. Dentro de um ano o clube adquiriu um velódromo em Donnerschwee, hoje parte da cidade de Oldenburg, e converteu-o para campo de futebol.
O clube jogou por duas temporadas na Gauliga Weser-Ems (I), pouco antes do final da guerra, de 1942 a 1944. Depois de novamente restaurar sua terra, no rescaldo da Segunda Guerra Mundial, o clube atuou na Oberliga Nord na temporada 1949-1950, mas logo caíram para o módulo II.
O time faria outra aparição por uma única temporada na liga superior, em 1955-1956, antes de retornar para uma corrida de três temporadas 1960-1963 na liderança até a formação da Bundesliga. O Oldenburg não se classificou para a novo circuito e foi inserido na Regionalliga Nord (II). A equipe permaneceu nesse nível até meados dos anos 70, quando caiu para a Amateur Oberliga Nord (III).
O VfB jogou a temporada 1980-1981 na Zweite Bundesliga (III), mas por conta da incorporação das ligas, foi logo rebaixado. De 1989 a 1993 a sociedade viveu o seu período mais glorioso. Com o treinador Wolfgang Sidka e o manager Rudi Assauer, o time por pouco não foi promovido à Bundesliga. A temporada 1996-1997 foi a última no segundo nível do futebol alemão. Atualmente a equipe está inserida na Niedersachsenliga West, após quase ser dissolvido por conta de problemas financeiros.
O clube manda seus jogos no Stadion am Marschweg, construído em 1951, o qual tem uma capacidade atual de 15.200 lugares.

## Títulos
- Oberliga Niedersachsen-West Campeão: 1952, 1957, 1959, 2009;
- Oberliga Niedersachsen Campeão: 1972;
- Oberliga Nord Campeão: 1975, 1980, 1990;
- Regionalliga Nord Campeão: 1996;
- Oberliga Nord, Staffel Niedersachsen/Bremen Campeão: 2002;

## Cronologia das participações
| Temporada: | Liga                                       | Colocação | Treinador                                       |
| ---------- | ------------------------------------------ | --------- | ----------------------------------------------- |
| 1949/1950  | Oberliga Nord                              | 9º        | Seppl Blaschke                                  |
| 1950/1951  | Oberliga Nord                              | 16º       | Hans Pilz                                       |
| 1951/1952  | Amateuroberliga Niedersachsen West         | 1º        | Kurt Schmidt                                    |
| 1952/1953  | Amateuroberliga Niedersachsen West         | 2º        |                                                 |
| 1953/1954  | Amateuroberliga Niedersachsen West         | 2º        |                                                 |
| 1954/1955  | Oberliga Nord                              | 11º       | Hans Tibulski/Hannes Morgner                    |
| 1955/1956  | Oberliga Nord                              | 15º       | Heinz Carolin                                   |
| 1956/1957  | Amateuroberliga Niedersachsen West         | 1º        |                                                 |
| 1957/1958  | Amateuroberliga Niedersachsen West         | 3º        |                                                 |
| 1958/1959  | Amateuroberliga Niedersachsen West         | 1º        | Emil Izsó                                       |
| 1959/1960  | Amateuroberliga Niedersachsen West         | 2º        | Emil Izsó                                       |
| 1960/1961  | Oberliga Nord                              | 10º       | Kurt Koch                                       |
| 1961/1962  | Oberliga Nord                              | 10º       | Kurt Koch                                       |
| 1962/1963  | Oberliga Nord                              | 12º       | Kurt Koch                                       |
| 1963/1964  | Regionalliga Nord                          | 7º        | Kurt Koch                                       |
| 1964/1965  | Regionalliga Nord                          | 13º       | Kurt Koch                                       |
| 1965/1966  | Regionalliga Nord                          | 12º       | Erich Hänel                                     |
| 1966/1967  | Regionalliga Nord                          | 9º        | Erich Hänel                                     |
| 1967/1968  | Regionalliga Nord                          | 11º       | Emil Izsó                                       |
| 1968/1969  | Regionalliga Nord                          | 13º       | Emil Izsó                                       |
| 1969/1970  | Regionalliga Nord                          | 9º        | Emil Izsó                                       |
| 1970/1971  | Regionalliga Nord                          | 17º       | Kurt Koch                                       |
| 1971/1972  | Amateurliga Niedersachsen                  | 1º        | Gerd Kolbert / Uwe Strohwasser                  |
| 1972/1973  | Regionalliga Nord                          | 11º       | Helmut Mrosla                                   |
| 1973/1974  | Regionalliga Nord                          | 6º        | Helmut Mrosla                                   |
| 1974/1975  | Amateur-Oberliga Nord                      | 1º        | Helmut Mrosla                                   |
| 1975/1976  | Amateur-Oberliga Nord                      | 3º        | Helmut Mrosla                                   |
| 1976/1977  | Amateur-Oberliga Nord                      | 7º        | Enno Bäumer                                     |
| 1977/1978  | Amateur-Oberliga Nord                      | 8º        | Enno Bäumer                                     |
| 1978/1979  | Amateur-Oberliga Nord                      | 8º        | Helmut Mrosla                                   |
| 1979/1980  | Amateur-Oberliga Nord                      | 1º        | Helmut Mrosla                                   |
| 1980/1981  | 2. Fußball-Bundesliga                      | 15º       | Helmut Mrosla / Edgar Schöneich / Gerd Bohnsack |
| 1981/1982  | Amateur-Oberliga Nord                      | 9º        | Gerd Bohnsack                                   |
| 1982/1983  | Amateur-Oberliga Nord                      | 16º       | Bata Tijanic / Willi Belke / Jan Liberda        |
| 1983/1984  | Amateur-Oberliga Nord                      | 15º       | Jan Liberda / Willi Belke                       |
| 1984/1985  | Amateur-Oberliga Nord                      | 4º        | Hans-Dieter Schmidt                             |
| 1985/1986  | Amateur-Oberliga Nord                      | 2º        | Hans-Dieter Schmidt                             |
| 1986/1987  | Amateur-Oberliga Nord                      | 5º        | Hans-Dieter Schmidt                             |
| 1987/1988  | Amateur-Oberliga Nord                      | 3º        | Hans-Dieter Schmidt                             |
| 1988/1989  | Amateur-Oberliga Nord                      | 7º        | Joachim Krug                                    |
| 1989/1990  | Amateur-Oberliga Nord                      | 1º        | Joachim Krug / Wolfgang Sidka                   |
| 1990/1991  | 2. Fußball-Bundesliga                      | 12º       | Wolfgang Sidka                                  |
| 1991/1992  | 2. Bundesliga Staffel Nord                 | 2º        | Wolfgang Sidka                                  |
| 1992/1993  | 2. Bundesliga                              | 22º       | Wolfgang Sidka / Werner Fuchs                   |
| 1993/1994  | Amateur-Oberliga Nord                      | 6º        | Wolfgang Steinbach / Horst Wohlers              |
| 1994/1995  | Regionalliga Nord                          | 5º        | Horst Wohlers / Krzysztof Zajac                 |
| 1995/1996  | Regionalliga Nord                          | 1º        | Hubert Hüring                                   |
| 1996/1997  | 2. Bundesliga                              | 18º       | Hubert Hüring                                   |
| 1997/1998  | Regionalliga Nord                          | 5º        | Mirko Votava                                    |
| 1998/1999  | Regionalliga Nord                          | 9º        | Klaus-Peter Nemet / Willi Belke                 |
| 1999/2000  | Regionalliga Nord                          | 18º       | Willi Belke / Wolfgang Steinbach                |
| 2000/2001  | Oberliga Nord Staffel Niedersachsen/Bremen | 8º        | Wolfgang Steinbach                              |
| 2001/2002  | Oberliga Nord Staffel Niedersachsen/Bremen | 1º        | Wolfgang Steinbach / Franz Gerber               |
| 2002/2003  | Oberliga Nord Staffel Niedersachsen/Bremen | 6º        | Alfons Weusthof                                 |
| 2003/2004  | Oberliga Nord Staffel Niedersachsen/Bremen | 9º        | Alfons Weusthof / Willi Belke                   |
| 2004/2005  | Niedersachsenliga West                     | 3º        | Dirk Lellek / Uwe Cording                       |
| 2005/2006  | Niedersachsenliga West                     | 2º        | Josef Zinnbauer                                 |
| 2006/2007  | Niedersachsenliga West                     | 1º        | Josef Zinnbauer                                 |
| 2007/2008  | Oberliga Nord                              | 7º        | Josef Zinnbauer                                 |
| 2008/2009  | Oberliga Niedersachsen-West                | 1º        | Josef Zinnbauer                                 |
| 2009/2010  | Oberliga Niedersachsen-West                | 2º        | Josef Zinnbauer                                 |
| 2010/2011  | Oberliga Niedersachsen                     | 6º        | Torsten Fröhling / Timo Ehle                    |
| 2011/2012  | Oberliga Niedersachsen                     | 3º        | Timo Ehle / Andreas Boll                        |